# Atiyah–Botts formel
Inom algebraisk geometri är Atiyah–Botts formel ett resultat som säger att kohomologiringen
{\displaystyle \operatorname {H} ^{*}(\operatorname {Bun} _{G}(X),\mathbb {Q} _{l})}
av modulstacken av principiella knippen är en fri superkommutativ algebra med vissa homogena generatorer.

### Fotnoter
1. ↑  Gaitsgory–Lurie, § 6.2.